# 중부술라웨시가시쥐
중부술라웨시가시쥐(Echiothrix centrosa)는 쥐과에 속하는 설치류의 일종이다. 인도네시아 술라웨시섬에서만 발견된다.